# Mary Miles Minter
Mary Miles Minter (25 de abril de 1902–4 de agosto de 1984) fue una actriz cinematográfica estadounidense de la era del cine mudo.

## Inicios y estrellato
Su verdadero nombre era Juliet Reilly, y nació en Shreveport (Luisiana), siendo su madre la actriz teatral de Broadway Charlotte Shelby. A los cinco años de edad, al no haber niñera disponible, acompañó a su hermana, Margaret, a una prueba, resultando que el director le dio su primer papel. Tras esta primera oportunidad, recibió ofertas con frecuencia, destacando por su talento y por su atractivo físico. A fin de evitar las leyes laborales infantiles de Chicago, mientras su hermana actuaba en una obra Shelby obtuvo el certificado de nacimiento de una prima y cambió el nombre de Juliet por el de Mary Miles Minter.
Minter se especializó en la interpretación de jóvenes recatadas. Sus características físicas e interpretativas le hicieron emular y, más tarde, rivalizar con Mary Pickford.
A partir de 1915 la carrera de Minter fue ganando relevancia.
Su primer film para el director William Desmond Taylor fue Anne of Green Gables en 1919. La producción fue bien acogida, y Taylor promocionó a Minter como una estrella, iniciándose una relación romántica entre los dos. Sin embargo, según Minter (que se crio sin una figura paterna), Taylor tenía dudas desde el principio sobre su relación, y finalmente la finalizó alegando los treinta años de edad entre ellos.

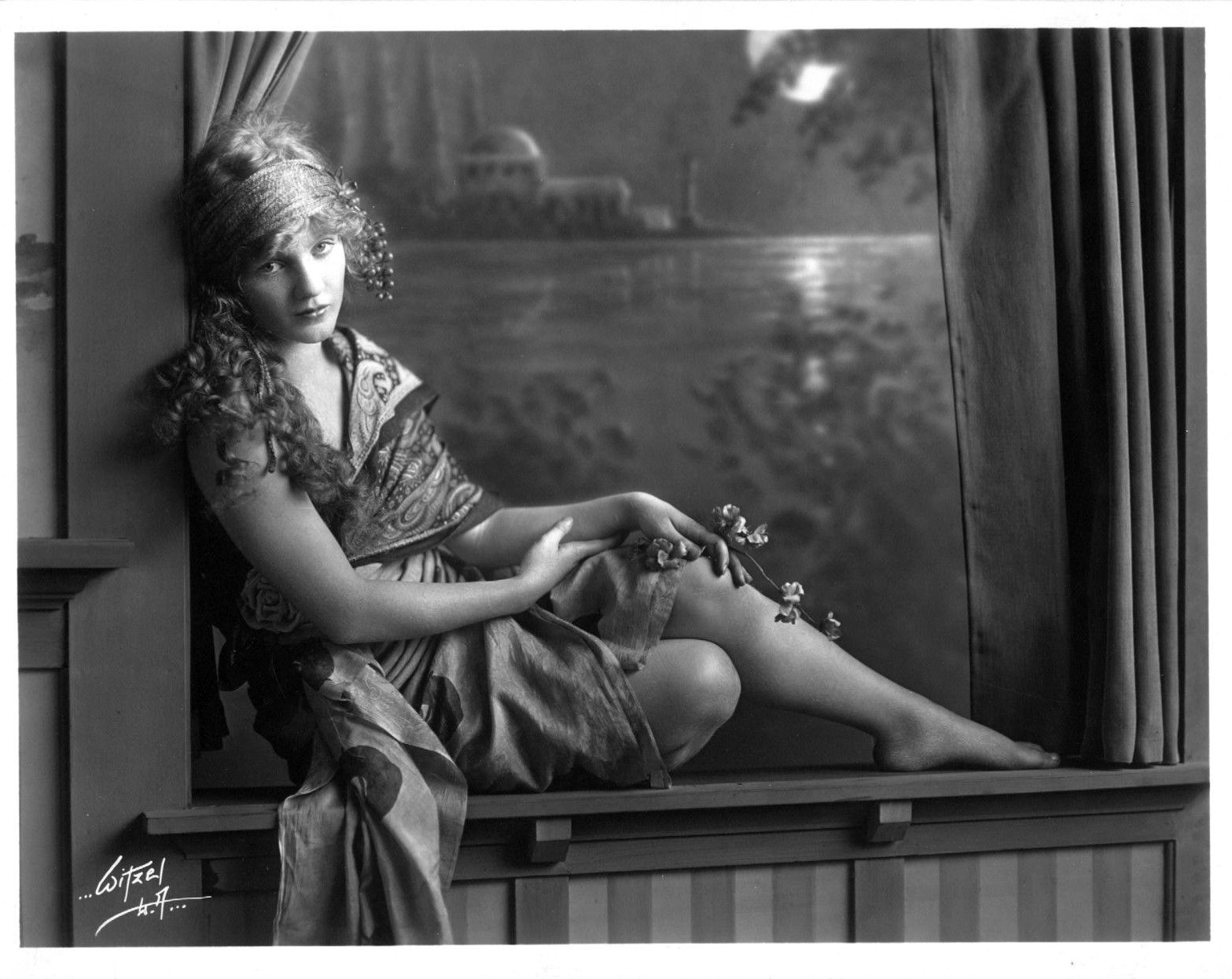
Minter circa 1917

## Últimos años
A finales de 1922, tras haber sido asesinado Taylor en su domicilio, Minter inició una relación sentimental con el entonces corresponsal de noticias en Los Ángeles y crítico cinematográfico Louis Sherwin, que anteriormente había estado casado con la actriz Maude Fealy.

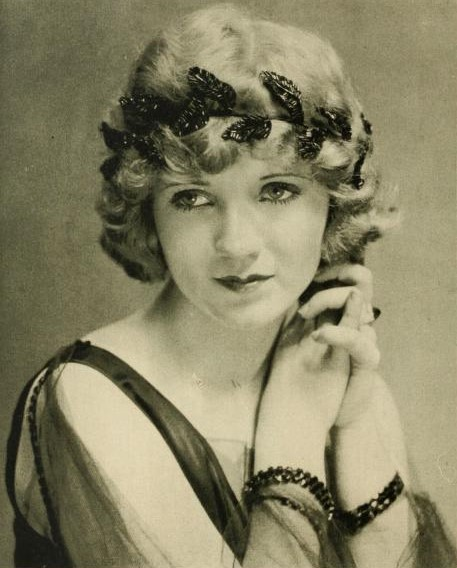
Minter en 1924

Minter rodó varias películas para Paramount, y su último film, The Trail of the Lonesome Pine, se estrenó en 1923. Cuando el estudio no renovó su contrato, recibió muchas ofertas de trabajo, pero rechazó todas, alegando que nunca había sido feliz como actriz. En 1925 demandó a su madre reclamando el dinero que Shelby había recibido por la carrera cinematográfica de su hija. El caso tuvo un acuerdo extrajudicial, firmando el mismo Minter y Shelby en el Consulado Americano en París, Francia, el 24 de enero de 1927.
Más adelante Minter comentaba que estaba contenta de vivir apartada de su carrera en Hollywood. Por otra parte, se reconcilió totalmente con su madre y confirmó que siempre había estado enamorada de Taylor. Fuera de su carrera artística, Minter invirtió en propiedades inmobiliarias en el área de Los Ángeles, viviendo con relativo confort y prosperidad, aunque posteriormente fue víctima de varios robos en las décadas de 1970 e inicios de la de 1980.
Mary Miles Minter falleció en 1984 a causa de un ictus en Santa Mónica (California). Por su contribución a la industria cinematográfica, se le concedió una estrella en el Paseo de la Fama de Hollywood, en el 1724 de Vine Street.

## Filmografía

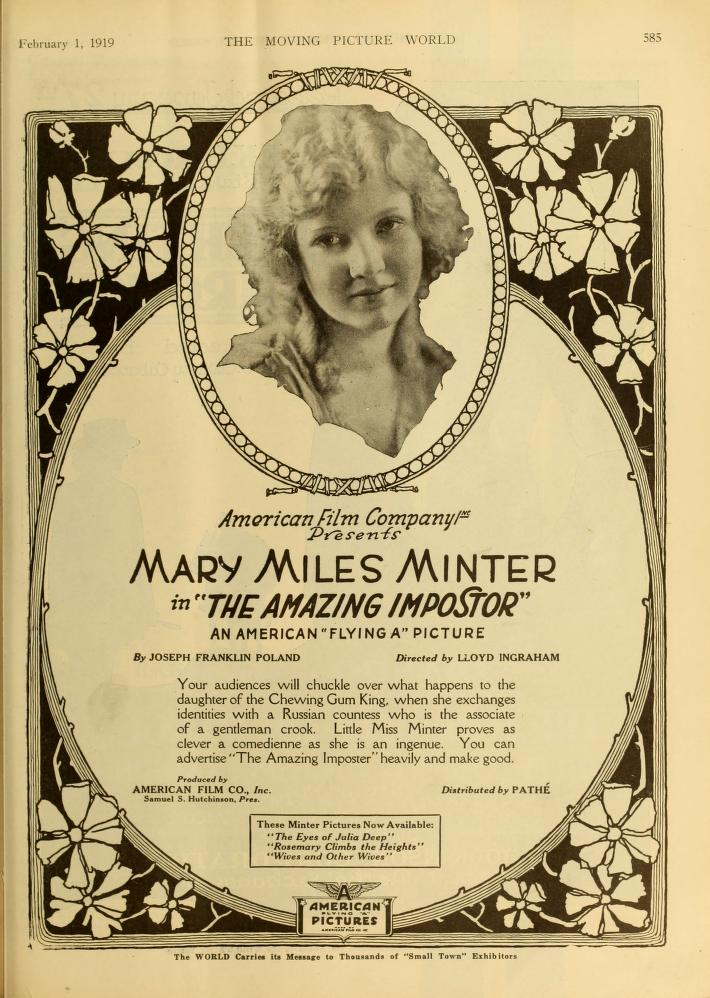
The Amazing Impostor (1919)

| Año  | Título                         | Papel                            | Observaciones      |
| ---- | ------------------------------ | -------------------------------- | ------------------ |
| 1912 | The Nurse                      | -                                | como Juliet Shelby |
| 1915 | The Fairy and the Waif         | Viola Drayton, el hada           |                    |
| 1915 | Always in the Way              | Dorothy North                    |                    |
| 1915 | Emmy of Stork's Nest           | Emmy Garrett                     |                    |
| 1915 | Barbara Frietchie              | Barbara, nieta de Mrs. Frietchie |                    |
| 1916 | Rose of the Alley              | Nell Drogan                      |                    |
| 1916 | Dimples                        | Dimples                          |                    |
| 1916 | Lovely Mary                    | Mary Lane                        |                    |
| 1916 | Youth's Endearing Charm        | Mary Wade                        |                    |
| 1916 | Dulcie's Adventure             | Dulcie                           |                    |
| 1916 | Faith                          | Faith                            |                    |
| 1916 | A Dream or Two Ago             | Millicent Hawthorne              |                    |
| 1916 | Innocence of Lizette           | Lizette                          |                    |
| 1917 | The Gentle Intruder            | Sylvia                           |                    |
| 1917 | Environment                    | Liz Simpkins                     |                    |
| 1917 | Annie-for-Spite                | Annie Johnson                    |                    |
| 1917 | Periwinkle                     | Periwinkle                       |                    |
| 1917 | Melissa of the Hills           | Melissa Stark                    |                    |
| 1917 | Somewhere in America           | Rose Dorgan                      |                    |
| 1917 | Charity Castle                 | Charity                          |                    |
| 1917 | Her Country's Call             | Jess Slocum                      |                    |
| 1917 | Peggy Leads the Way            | Peggy Manners                    |                    |
| 1917 | The Mate of the Sally Ann      | Sally                            |                    |
| 1918 | Beauty and the Rogue           | Roberta Lee                      |                    |
| 1918 | Powers That Prey               | Sylvia Grant                     |                    |
| 1918 | A Bit of Jade                  | Phyllis King                     |                    |
| 1918 | Social Briars                  | Iris Lee                         |                    |
| 1918 | The Ghost of Rosy Taylor       | Rhoda Eldridge Sayles            |                    |
| 1918 | The Eyes of Julia Deep         | Julia Deep                       |                    |
| 1918 | Rosemary Climbs the Heights    | Rosemary Van Voort               |                    |
| 1918 | Wives and Other Wives          | Robin Challoner                  |                    |
| 1919 | The Amazing Impostor           | Joan Hope                        |                    |
| 1919 | The Intrusion of Isabel        | Isabel Trevor                    |                    |
| 1919 | A Bachelor's Wife              | Mary O'Rourke                    |                    |
| 1919 | Yvonne from Paris              | Yvonne Halbert                   |                    |
| 1919 | Anne of Green Gables           | Anne Shirley                     |                    |
| 1920 | Judy of Rogue's Harbor         | Judy                             |                    |
| 1920 | Nurse Marjorie                 | Lady Marjorie Killonan           |                    |
| 1920 | Jenny Be Good                  | Jenny Riano                      |                    |
| 1920 | A Cumberland Romance           | Easter Hicks                     |                    |
| 1920 | Sweet Lavender                 | Lavender                         |                    |
| 1920 | Eyes of the Heart              | Laura                            |                    |
| 1921 | All Souls' Eve                 | Alice Heath/Nora O'Hallahan      |                    |
| 1921 | The Little Clown               | Pat                              |                    |
| 1921 | Don't Call Me Little Girl      | Jerry                            |                    |
| 1921 | Moonlight and Honeysuckle      | Judith Baldwin                   |                    |
| 1921 | Her Winning Way                | Ann Annington                    |                    |
| 1922 | Tillie                         | Tillie Getz                      |                    |
| 1922 | The Heart Specialist           | Rosalie Beckwith                 |                    |
| 1922 | South of Suva                  | Phyllis Latimer                  |                    |
| 1922 | The Cowboy and the Lady        | Jessica Westoon                  |                    |
| 1923 | Drums of Fate                  | Carol Dolliver                   |                    |
| 1923 | The Trail of the Lonesome Pine | June Tolliver                    |                    |